# Rostro de Harákmbut
El rostro de Harákmbut o rostro de Harakbut, es un coloso de origen desconocido que se encuentra en las selvas de la Reserva comunal Amarakaeri, en la provincia del Manu, del departamento de Madre de Dios, al sureste del Perú.

## Historia
El coloso fue presentado al público en 2013, aunque ya era conocido por los harákmbut, comunidad nativa de los alrededores que lo consideran un lugar sagrado, aunque recién agarró popularidad en 2015. Se encuentra en la saliente de una roca y se eleva sobre una cascada. Para los Harákmbut el rostro fue tallado por sus antepasados y no es un producto natural.
El Servicio Nacional de Áreas Naturales Protegidas del Perú y la misma población local brindan especial cuidado al aérea de la reserva comunal en donde esta el coloso, para evitar que intrusos no autorizados le hagan algún daño.
Aunque es el principal coloso, se tiene registro de otros rostros en roca en la misma reserva comunal, todos representando a guerreros de esa comunidad nativa.

## Descripción
El coloso es un rostro masculino que mira hacia la selva, con nariz aguileña de líneas rectas y precisas, una frente y mandíbula prominente, además de un ligero manto de musco que cubre su rostro, en su parte inferior se encuentra la cascada. El simbolismo de masculinidad fuerte, que brota del coloso puede representar a un cacique o a un antepasado harákmbut.
El explorador Tom Bewick en 2015 describe al rostro de la siguiente manera:

No hay otras rocas ni remotamente similares en forma en ese valle del río... Está encaramado perfectamente con vista a un valle y preside una cascada y una cuenca que se asemeja a un anfiteatro... Hay marcas por todas partes que indican que fue pirateado con herramientas rudimentarias... En realidad, hay dos rostros -un rostro dentro de un rostro- mire debajo de la nariz... Las rocas a lo largo del río están dispuestas de manera que canalizan el flujo lejos de golpear la cara directamente y de una manera que haría imposible que la formación de la cara haya sido causada por el impacto incluso de las tormentas más fuertes... Los Harakbut no tienen una historia escrita, pero afirman que el rostro ha estado en su historia oral durante generaciones y generaciones.

Otras de las hipótesis es que el rostro es de origen inca, y fue puesto por los gobernantes como un punto de frontera de los límites más orientales del Antisuyo.

## Actualidad
El Servicio Nacional de Áreas Naturales Protegidas por el Estado, junto a locales, realiza investigaciones para poder declarar al rostro de Harakbut como Patrimonio Cultural de la Nación.
El rostro se encuentra a dos horas por el río Huaypetue de la Mina Río Huaypetue, por lo que el lugar suele ser escenario de enfrentamientos entre los defensores del rostro y los mineros, este conflicto fue notificado en un documental que fue presentado en la COP20, que se celebró en diciembre de 2014 en Lima.